# Dendrohyrax dorsalis
O Dendrohyrax dorsalis é um mamífero da família Procaviidae, encontrado principalmente no oeste e centro da África.

## Subespécies
- D. d. dorsalis (Fraser, 1855)
- D. d. emini Thomas, 1887
- D. d. latrator (Thomas, 1910)
- D. d. marmota (Thomas, 1901)
- D. d. nigricans (Peters, 1879)
- D. d. sylvestris (Temminck, 1855)